# Spermophorides lascars
Spermophorides lascars är en spindelart som beskrevs av Michael Ilmari Saaristo 200. Spermophorides lascars ingår i släktet Spermophorides och familjen dallerspindlar.
Artens utbredningsområde är Seychellerna. Inga underarter finns listade i Catalogue of Life.